# 菸酒公売局嘉義分局

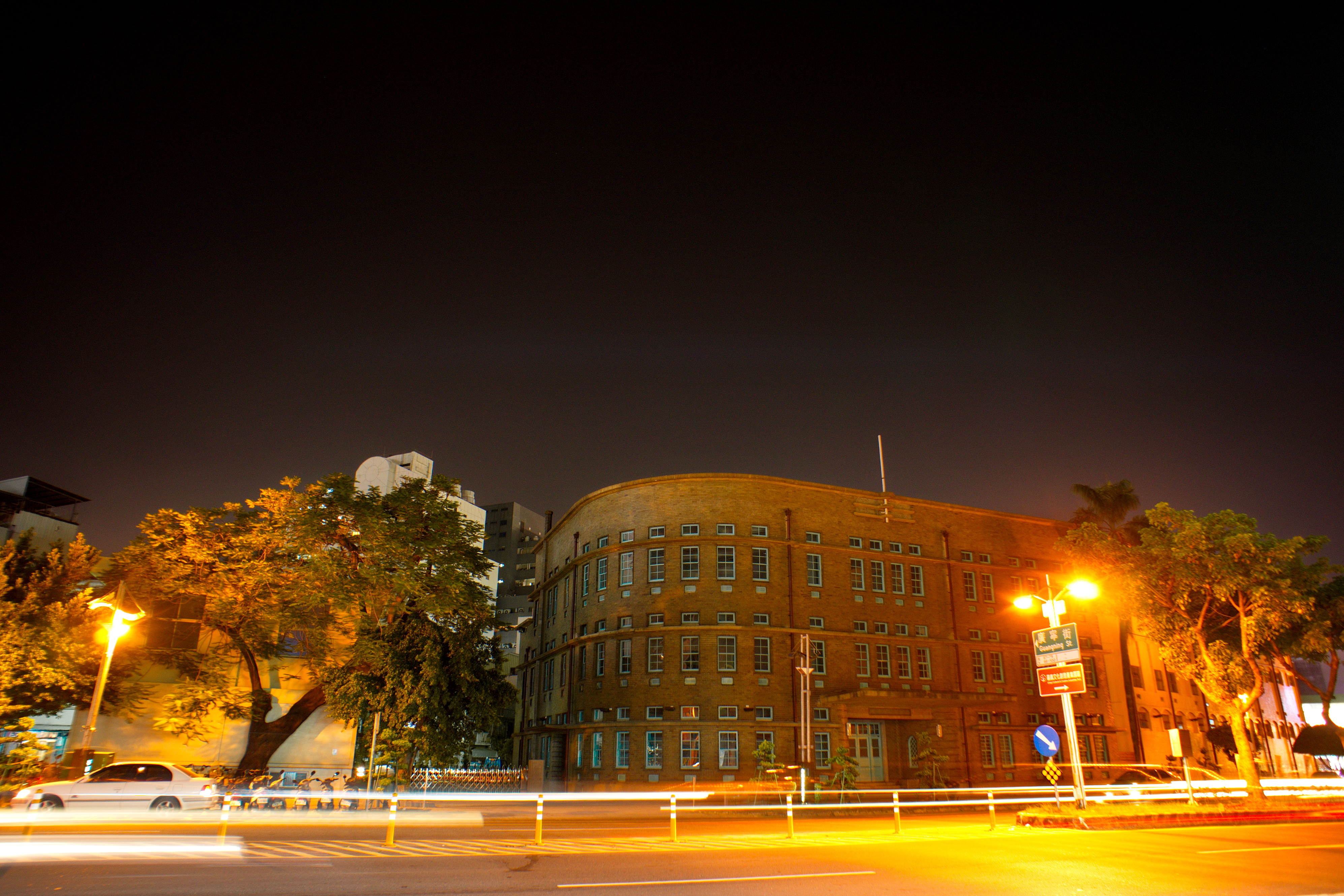
嘉義分局（夜景）

菸酒公売局嘉義分局（えんしゅこうばいきょくかぎぶんきょく）は台湾嘉義市西区にある市定古蹟の建築物。梅澤捨次郎による設計で戦前に台湾総督府専売局嘉義支局庁舎として建てられ、戦後は台湾省菸酒公売局（現・台湾菸酒公司）嘉義分局となった。古蹟登録後に修復を経て2020年秋に市立美術館として生まれ変わった。

## 専売事業沿革

### 日本統治時代
1899年（明治32）4月に台湾塩務局が嘉義、布袋嘴および北門嶼（ともに現・台南市北部）に設置されたことで嘉義地区での専売事業が始動した:597-598。翌年（明治33）には嘉義の塩務局は廃止され、布袋嘴局に五條港（現・雲林県台西郷）出張所が開設される:599。食塩生産を担っていたが、翌1901年（明治34）6月に台湾総督府専売局布袋嘴支局および北門嶼支局となった:675:600。1907年（明治40）6月、布袋嘴支局下に虎尾藔出張所が:601、1908年（明治41）4月には掌潭（現・嘉義県東石郷掌潭村）の出張所が増設された:601。
1910年には煙草耕作を管轄する嘉義出張所が開設され:(2-6)、事実上この地域初の専売政府機関となった。
その後酒類の専売事業実施に伴い1922年4月に専売局台南支局傘下に嘉義出張所が設立された:679。7月、赤司初太郎が1916年に設立した大正製酒株式会社を接収し:460、嘉義および斗六での酒造を開始した。大正製酒の酒造所に出張所の庁舎が建ち、それまでの布袋支局虎尾寮出張所は廃止された。5月より酒類専売を、9月より煙草の専売を、11月より煙草の耕作および食塩専売も施行した。
1924年12月に嘉義出張所は「専売局嘉義支局」に昇格、布袋および北門支局は出張所となった:(2-6)。
1934年7月、台湾製脳株式会社を接収し:50、粗製樟脳および樟脳油の製造を開始。1935年度（昭和10年度）では酒類・煙草とも台北・台中に次ぐ売上高を記録している。1936年6月末の統計では酒類の売捌人89人、小売商8,058人を抱えていた:464 。
1939年、市内の北社尾地区に「北社尾葉煙草再乾燥工場」を設けた。
| 項目         | 範囲                                                   |
| ------------ | ------------------------------------------------------ |
| 酒類製造販売 | 嘉義市、嘉義郡、斗六郡、虎尾郡、北港郡、東石郡、新営郡 |
| 煙草販売     | 同上                                                   |
| 煙草耕作     | 嘉義市、嘉義郡、斗六郡                                 |
| 食塩販売     | 嘉義市、嘉義郡、斗六郡、虎尾郡                         |
| 粗製樟脳     | 台南州全域、高雄州旗山郡                               |

### 戦後
第二次世界大戦後、専売局は国民政府に接収され、酒類、煙草類、樟脳、度量衡、マッチの専売を行う台湾省専売局を経て、1947年5月16日に台湾省政府発足に伴い酒類および煙草類の生産・販売を行う菸酒公売局嘉義分局となった:464。1949年に台湾省政府財務庁管轄下に、1999年7月の虚省化以降は行政院財政部管轄下となった:464。品目数と管轄地域の再編があったものの、戦後も日本統治時代の制度をほぼ踏襲している。
煙草の栽培は戦前を踏襲し旧台南州に相当する県市を引き継いだ嘉義菸区（嘉義・雲林・台南の3県）は、全国で5ヶ所の菸区のうち作付面積では台中（台中県市、南投県、彰化県）・屏東（高雄県、屏東県）の後塵を拝していたが、県市別生産量では1951年から1981年までの30年間で嘉義県は台中・南投両県を抜き高雄県に次ぐ生産量を誇っていた:488。戦前（1941年）比でも1981年の生産量は全国単位では3倍弱だが、旧台南州に限ると約4倍となった:488。
酒と煙草の販売シェアは、1950年代から1960年代にかけては全国15の分局中で10%超を記録するなど、戦前の好調時を再現した:467, 468台湾で最初の高粱酒が製造されたのもここ嘉義分局の工場だった。
2000年に市の古積登録を受けると公売局は分局庁舎から拠点を移し（倉庫は継続使用）:(1-1)、局も2002年7月より民営化され公企業の台湾菸酒公司となった。
| 項目                  | 範囲                                                                                                  |
| --------------------- | --- |
| 酒類製造販売:464, 466 | 嘉義市、嘉義県、雲林県、（1967年7月まで台南県の新営鎮、柳営郷、塩水鎮、白河鎮、後壁郷、東山郷も:505） |
| 煙草販売:464, 466     | 同上                                                                                                  |
| 煙草耕作:481          | 嘉義市、嘉義県、雲林県、台南県                                                                        |

#### 二・二八事件
1947年の二・二八事件では支局庁舎の門窓が砲兵の要塞として使用されていた。4月6日、局長の周必璋が逮捕された

#### その他
2001年、台湾各地で買い溜めした酒類を高値で転売していた事件が摘発され、全土で約52万本の酒類が押収された。このうち嘉義管内でもガラス瓶およびペットボトル合わせて2,105ケース分が摘発されている。

#### 文化資産登録後
修復事業前の事前調査で庁舎内から日本統治時代の金庫が発見されたものの:(3-53)、暗証番号が不明だったことから、2012年に市政府文化局は1万ニュー台湾ドルの懸賞金で解錠者を募った。金庫は高105センチ、幅61センチ、鋼板の厚さが約0.5センチ、重量は約300kgで正面に「東京大倉製」の字とロゴがあった。
所有していたビール工場（旧嘉義酒廠）も市の文化資産（歴史建築）登録を経て:65、嘉義文化創意産業園区となったほか、北社尾葉煙草再乾燥工場（嘉義菸葉廠）は同じく歴史建築に登録され、再活用を模索している。

## 建物沿革
|                                                                      |                            |                                         |
| 戦前時点では製品倉庫（右奥）は 2階建てかつ左手前の庁舎と一直線だった | 庁舎内部の階段部（修復後） | 戦後3階建てとなった製品倉庫 （南側B棟） |

庁舎
1936年（昭和11）年9月25日、嘉義酒工場対面の西門町9丁目4番地で着工:1011。当時の金額で総工費82,651円93銭（庁舎本体建築費は77,411円13銭）が投じられている:(2-14)。
専売局庶務課営繕係長だった梅澤捨次郎が設計を、技手の松村敏郎が現場監督を:(2-19)、施工は廣畑寅市が率いる廣畑組（台北市）が担った:(2-12)。水道工事は嘉義市役所が:(2-18)、電気工事は台湾電灯株式会社:(2-18)
1937年5月7日に竣工したが:(2-15)、戦火拡大により、落成式典が行われたのは1938年3月5日だった:(2-14)。1941年3月31日に庁舎周辺の垣が増築されている:(2-19)。
設計は梅澤が得意としていたアール・デコ様式が取り入れられ、L字型の仕様や煉瓦も梅澤の設計が嘉義支局の2年前に落成した梅澤設計の専売局新竹支局庁舎の特徴を受け継いでいる。古蹟調査段階でスクラッチタイルは時代背景から北投窯業産と推定されており、新竹支局のものと類似性が高いため、これらは同一メーカー、同一窯で製造された可能性が高いとされている:(3-56)-(3-58)。庁舎3階は倉庫として使われていた。フロア間を結ぶ吹き抜けの階段は長方形の窓と踊り場の円形窓で採光性を確保され、八角形の柱頭は当時の世相を反映した八紘一宇を象徴しているとされている:(3-19)、(3-28)。欄干機能を果たす屋上の手摺（パラペット、中国語: 女兒牆）や各フロア外窓上方にある庇には装飾が外側に突き出し、外観上のアクセントとなっている。
製品倉庫
1940年3月30日、工費32,600円を投じて南側に販売品を保管する製品倉庫棟が増築された:(2-31)、(2-36)。1978年、嘉義市公所は庁舎前の中山路拡幅に伴い庁舎本体と南側倉庫にかかる土地を収用し、倉庫棟の南西角が後退したため、庁舎とは一直線では並ばなくなった:(2-33)-(2-34)。工費約700万ニュー台湾ドルを投じて1980年に再建された製品倉庫棟は敷地面積が縮小したが、北側の庁舎棟と仕様を合わせた鉄筋コンクリートと煉瓦建ての地上3階、地下1階となり総床面積は1973.13平方メートルに拡大した:(2-36)。製品を運搬するためのエレベーターを備えていた:(3-93)。
酒類倉庫
1954年、蘭井街に面する南側に酒類倉庫が増築される。2階建てで総床面積は637.20平方メートル:(2-34)。屋根を支える柱と梁は鉄骨:(3-97)、(3-98)。
売店
1975年に庁舎北側、中山路と広寧街交差点角に輸入品を取り扱う売店が増築された:(2-35)。2階建てで総床面積は154.80平方メートル。美術館化の際に撤去された。

### 註釈
1. ↑  日中戦争開戦後、1939年刊行の『非常時下の臺灣全貌: 躍進臺灣大觀』では酒類・煙草類とも売捌人各11人、食塩売捌人7人、小売人は全品目で2,380人[8]:125、1941年刊行の『専売史』では酒類は売捌人11人、小売人1,051人[5]:1012。
2. ↑  六亀庄（中国語版）にあった台湾製脳の拠点を引き継いだ旗山派出所[10]
3. 1 2  嘉義市は1951-1982年は嘉義県の県轄市。
4. ↑  戦前の台湾電力の前身で、1932年に嘉義発祥の嘉義電灯と新竹市の新竹電灯が統合されて発足した[16]:530
5. ↑  本来の竣工予定日は同年3月31日[4]:(2-14)